# パスカル・ガスンズ
パスカル・ガスンズ（ルンディ語: Pascal Gasunzu）は、ブルンジの外交官、大使。2011年から2017年にかけて在中華人民共和国大使であった。彼はまた、非常駐の駐日大使、在ベトナム大使を務めている。